# 声子
聲子（Phonon）是晶體中晶體結構集體激發的準粒子，化學勢為零，服從玻色-愛因斯坦統計，是一種玻色子。聲子本身並不具有物理動量，但是攜帶有準動量{\displaystyle \hbar \mathbf {q} }，並具有能量{\displaystyle \hbar \omega }（其中{\displaystyle \hbar }為約化普朗克常數）。根據南部-戈德斯通定理，任何連續性整體對稱性的自發破缺，必然對應一個零質量的玻色子。聲子就是平移對稱性被晶格的點陣結構自發破缺以後對應的玻色子。聲子與電子的相互作用，是導致BCS超導的關鍵機制。

## 动力学
晶格中原子的集体振盪形成格波。每个原子在平衡位置附近运动，对原子间交互作用位能进行多元函数泰勒展开，保留到二阶，忽略高阶项。零阶项贡献一个常数，为原子处于平衡位置的位能；因为原子处于平衡位置，一阶项正比于其在平衡位置所受的力，故为零；二阶项则给出类似于简谐振动的位能形式。晶体中所有原子的这种运动，就好像是一组耦合的谐振子。选择合适的简正坐标，使得各个自由度解耦，得到一组不相互耦合的谐振子的运动方程。每一对简正坐标（广义坐标和广义动量）描述原子的一种集体振荡的模式。
对上述的谐振子的运动量子化，则每一种振盪模式对应带有一定准动量和能量激发，声子就是就是量子化后的准粒子，携带相应的准动量和能量。对于谐振子的量子化，我们知道同种模式所携带的声子能量相等，每一种模式可以容纳任意多的声子，所以它符合玻色统计。
进一步，若对交互作用位展开到更高阶，选取同样的简正坐标，则此时原来简正坐标所表述的各个模式不再是自由的，他们通过高阶项相互耦合。如果假设高阶项的贡献不大（对于很多情况是很好的近似），则可用微扰的方法来处理。采用原来的规则量子化，新的项可用原来简正模式量子化的产生湮灭算符来表示，这些项代表了声子之间的交互作用，声子作为准粒子的寿命因为交互作用也会改变。
此外金属中，外层自由电子在晶体中（原子核排列成晶格形成的周期位）运动，原子核的集体振盪运动则对应声子的模式。原子核和外层电子之间存在屏蔽库伦位的交互作用。无交互作用的自由电子处于布洛赫波的量子态。将原子核与电子的交互作用项看成微扰，用类似的方法量子化，则可得到电子-声子耦合。电子-声子耦合对于晶体性质有重要影响。比如一维原子链由于电声耦合可以发生派尔斯（Peierls）转变，由金属变成绝缘体；电子-声子散射也是固体电阻的来源之一；BCS理论中，一对动量相反自旋单态的电子，通过交换虚声子，产生有效的吸引作用，形成库伯（Cooper）对，库伯对服从玻色统计，形成玻色–爱因斯坦凝聚，是传统超导形成的微观机制（需要注意库伯对的形成是非微扰的）。

## 热力学
晶体中原子的集体振荡模式量子化对应声子，其满足玻色–爱因斯坦统计。晶体的热力学性质和其声子有密切关系。
绝对零度时，完美晶体中所有原子都处于平衡位置（有零点能），晶体处于基态，体系中不存在声子。非零温下，晶体的振荡模式被激发，即产生了声子。因此声子对于固体比热有贡献。高温时，固体比热满足杜龙-伯蒂（Dulong-Petit）定律，摩尔比热应为{\displaystyle 3R}，但事实上，实验结果表明，很多材料如金刚石等有明显的偏离。1907年，爱因斯坦考虑单模声子气的比热，给出了低温极限下声子的比热。后来德拜（Debye）改进了爱因斯坦的理论，考虑了线性色散的（声学支）声子的热力学统计；德拜还假定了声子有一个截断频率，所有声子能量小于这个频率的模式个数为{\displaystyle 3N}，N为原子个数，3为每个原子有3个自由度，这个频率现在称为德拜频率，通常也用温度来表示，也称德拜温度。他们的结果与实验符合的很好，低温下声子的比热满足{\displaystyle T^{3}}的规律（电子的比热和温度成线性关系）。

## 光学声子支与声学声子支
若在晶体的集体激发中，晶体的结构基元只是作整体平移振动，结构基元内部各原子的相对位置关系不变，则对应的声子称为声学声子，否则称为光学声子。
声学支描述原子质心的运动；在离子晶体中，光学支描述元胞内正负离子的反方向运动。
对于元胞含有{\displaystyle N}个原子的情形，每个原子的自由度为3， 总自由度为{\displaystyle 3N}，而基元整体平移的自由度为3，因此共有{\displaystyle 3N}个声子，其中包括3个声学声子和{\displaystyle 3N-3}个光学声子。